# 酵素誘導物
酵素誘導物(英文：Enzyme inducer)或稱酶誘導劑是通過與酶結合併激活酶或通過增加編碼該酶的基因的表達來增加酶的代謝活性的一種藥物。它與酵素抑制物相反。

## 外部連結
- Hepatic enzyme inducers （页面存档备份，存于）
- Hepatic enzyme inhibitors （页面存档备份，存于）